# Adrien Domec
Pour les articles homonymes, voir Domec.
Pas d'image ? Cliquez ici

a Compétitions nationales et continentales officielles uniquement.

Dernière mise à jour le 2 avril 2020.
Adrien Domec, né le 15 mars 1990, est un joueur français de rugby à XV qui évolue au poste d'ailier, de centre ou d'arrière. Il joue au sein de l'effectif du RC bassin d'Arcachon depuis 2018.

## Biographie
- Adrien Domec commence le rugby à l'âge de cinq ans dans le club de l'US Argelès-Gazost[2].
- Il a également été étudiant à l'Institut régional de tourisme et d'hôtellerie (IRTH)[3].